# Rifugio Santino Ferioli
Rifugio Santino Ferioli è un rifugio di proprietà del CAI di Olgiate Olona, posto a 2264 m di altitudine sul sentiero GTA che collega Alagna Valsesia a Rima. Questo rifugio è una sosta fondamentale per chi vuole cimentarsi alla salita della cresta NNW del Monte Tagliaferro, inoltre da qui si può anche raggiungere la sommità del Corno Mud, 2802 m oppure raggiungere il "belvedere", terrazza posta sulla cresta del Corno Mud da cui si può ammirare la parete SE del Monte Rosa.

## Storia
Il rifugio è stato costruito partendo dalle rovine dell'Alpe Mud di Sopra. 

## Caratteristiche e informazioni

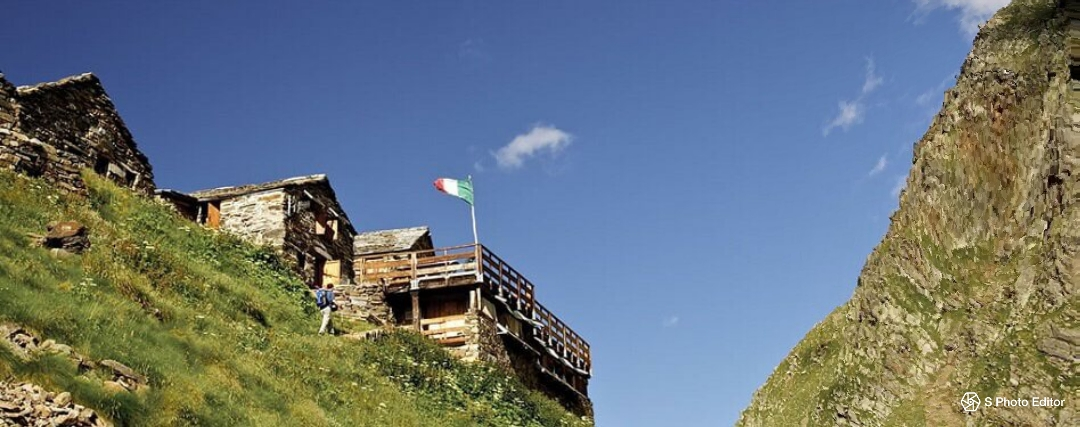
il rifugio visto dal basso, salendo da Alagna

È situato presso L'Alpe Mud di Sopra, al cospetto della ripida parete W del Monte Tagliaferro. Il panorama che si ha dal rifugio è sbarrato in parte dalla parete stessa, guardando verso destra dal rifugio si nota il massiccio del Corno Bianco e altre vette in Val Vogna, oltre al Vallone d'Otro e al Col d'Olen. 

## Accessi
Si può accedere da Rima su bella mulattiera passando per il Colle Mud o da Alagna per un facile ma ripido sentiero. 

## Ascensioni
- Monte Tagliaferro, 2964 m.
- Corno Mud, 2802 m.
- Colle Mud, 2324 m.
- Belvedere, 2456 m.

## Traversate
Questo rifugio è tappa GTA e del GDT, oltre a trovarsi sul sentiero Walser.